# ستيف جونز (لاعب اتحاد الرغبي)
ستيف جونز (بالإنجليزية: Steve Jones)‏ هو لاعب اتحاد الرغبي بريطاني، ولد في 20 أبريل 1977 في نيث ‏ في المملكة المتحدة.

## وصلات خارجية
- ستيف جونز عل موقع إسبنسكروم (الإنجليزية)
- ستيف جونز على موقع ItsRugby.co.uk (الإنجليزية)